# Dino Arslanagić
Dino Arslanagić, né le 24 avril 1993 à Nivelles en Belgique, est un footballeur belge qui joue au poste de défenseur.

## Biographie

### En club

#### Jeunesse, formation et débuts professionnels avec le Standard de Liège
Après une formation commencée à l'Excelsior Mouscron puis au LOSC, Dino Arslanagić poursuit sa formation au Standard de Liège où il signe son premier contrat professionnel le 20 juin 2011.
Il commence sa carrière professionnelle comme titulaire le 29 novembre 2012 lors de la défaite en huitième de finale de la coupe de Belgique en déplacement au KRC Genk. Trois jours plus tard, il est une nouvelle fois titularisé par Mircea Rednic lors de la victoire à Waasland-Beveren pour le compte de la 18e journée de championnat.
Au début de la saison 2013-2014, Dino Arslanagić doit se contenter des premiers tours de la Ligue Europa car le nouvel entraîneur Guy Luzon est adepte de ce qui est appelé « le principe de la tournante ».
Lors du début de saison 2014-2015, à la suite du départ de Kanu et au retour tardif de vacances de l'international belge Laurent Ciman, il est titulaire lors du match d'ouverture du championnat face au Sporting de Charleroi ainsi qu'en Ligue des champions, lors du match aller du troisième tour de qualification contre le Panathinaïkos,.

#### Passage éclair à l'Excel Mouscron
Le 11 janvier 2017, Arslanagić signe avec le Royal Excel Mouscron, club de première division belge.

#### Royal Antwerp FC (2017-2020)
Le 27 juillet 2017, il rejoint le Royal Antwerp FC, club promu en première division belge.

#### Exil à l'étranger (depuis 2021)
L'expérience australienne de Dino Arslanagić tourne court car, à la suite d'une soirée arrosée menant à une altercation avec la police, son club du Macarthur FC met fin à son contrat le 23 janvier 2025.
Il retrouve de l'emploi très rapidemment ensuite au Manisa FK en deuxième division turque où il signe un contrat d'un an et demi.

## Statistiques

### En club
| Saison                | Club                  | Championnat           | Championnat | Championnat | Championnat | Coupe(s) nationale(s) | Coupe(s) nationale(s) | Coupe(s) nationale(s) | Supercoupe | Supercoupe | Supercoupe | Compétition(s) continentale(s) | Compétition(s) continentale(s) | Compétition(s) continentale(s) | Compétition(s) continentale(s) | Autres compétitions | Autres compétitions | Autres compétitions | Autres compétitions | Total | Total | Total |
| Saison                | Club                  | Division              | M.          | B.          | P.d.        | M.                    | B.                    | P.d.                  | M.         | B.         | P.d.       | Comp.                          | M.                             | B.                             | P.d.                           | Comp.               | M.                  | B.                  | P.d.                | M.    | B.    | P.d.  |
| 2012-2013             | Standard de Liège     | Division 1            | 5           | 0           | 0           | 1                     | 0                     | 0                     | -          | -          | -          | -                              | -                              | -                              | -                              | PO1+BE              | 4+2                 | 1+0                 | 0+0                 | 12    | 1     | 0     |
| 2013-2014             | Standard de Liège     | Division 1            | 13          | 0           | 1           | 2                     | 0                     | 0                     | -          | -          | -          | C3                             | 10                             | 0                              | 0                              | PO1                 | 4                   | 0                   | 0                   | 29    | 0     | 1     |
| 2014-2015             | Standard de Liège     | Division 1            | 22          | 2           | 1           | 1                     | 0                     | 0                     | -          | -          | -          | C1+C3                          | 3+3                            | 0+0                            | 0+0                            | PO1                 | 6                   | 0                   | 0                   | 35    | 2     | 1     |
| 2015-2016             | Standard de Liège     | Division 1            | 16          | 1           | 0           | 3                     | 1                     | 0                     | -          | -          | -          | C3                             | 0                              | 0                              | 0                              | PO2                 | 5                   | 0                   | 0                   | 24    | 2     | 0     |
| 2016-2017             | Standard de Liège     | Division 1A           | 1           | 0           | 0           | -                     | -                     | -                     | 1          | 0          | 0          | C3                             | -                              | -                              | -                              | PO2                 | -                   | -                   | -                   | 2     | 0     | 0     |
| Sous-total            | Sous-total            | Sous-total            | 57          | 3           | 2           | 7                     | 1                     | 0                     | 1          | 0          | 0          | -                              | 16                             | 0                              | 0                              | -                   | 21                  | 1                   | 0                   | 102   | 5     | 2     |
| 2016-2017             | RE Mouscron           | Division 1A           | 9           | 1           | 0           | -                     | -                     | -                     | -          | -          | -          | -                              | -                              | -                              | -                              | PO2                 | 9                   | 0                   | 0                   | 18    | 1     | 0     |
| 2017-2018             | Royal Antwerp FC      | Division 1A           | 13          | 1           | 0           | 1                     | 1                     | 0                     | -          | -          | -          | -                              | -                              | -                              | -                              | PO2                 | 6                   | 1                   | 0                   | 20    | 3     | 0     |
| 2018-2019             | Royal Antwerp FC      | Division 1A           | 27          | 1           | 0           | -                     | -                     | -                     | -          | -          | -          | -                              | -                              | -                              | -                              | PO1+BE              | 9+1                 | 0+0                 | 0+1                 | 37    | 1     | 1     |
| 2019-2020             | Royal Antwerp FC      | Division 1A           | 21          | 0           | 0           | 3                     | 0                     | 1                     | -          | -          | -          | C3                             | 2                              | 0                              | 0                              | -                   | -                   | -                   | -                   | 26    | 0     | 1     |
| Sous-total            | Sous-total            | Sous-total            | 61          | 2           | 0           | 4                     | 1                     | 1                     | -          | -          | -          | -                              | 2                              | 0                              | 0                              | -                   | 16                  | 1                   | 1                   | 83    | 4     | 2     |
| 2020-2021             | KAA La Gantoise       | Division 1A           | 16          | 0           | 0           | 3                     | 0                     | 0                     | -          | -          | -          | C1+C3                          | 1+2                            | 0+0                            | 0+0                            | PO2                 | 0                   | 0                   | 0                   | 22    | 0     | 0     |
| 2021-2022             | Göztepe SK            | Süper Lig             | 31          | 2           | 0           | 2                     | 1                     | 1                     | -          | -          | -          | -                              | -                              | -                              | -                              | -                   | -                   | -                   | -                   | 33    | 3     | 1     |
| 2022-2023             | Göztepe SK            | 1. Lig                | 30          | 1           | 0           | 2                     | 0                     | 0                     | -          | -          | -          | -                              | -                              | -                              | -                              | PO                  | 1                   | 0                   | 0                   | 33    | 1     | 0     |
| Sous-total            | Sous-total            | Sous-total            | 61          | 3           | 0           | 4                     | 1                     | 1                     | -          | -          | -          | -                              | -                              | -                              | -                              | -                   | 1                   | 0                   | 0                   | 66    | 4     | 1     |
| 2023-2024             | Al-Riyadh FC          | Saudi Pro League      | 24          | 0           | 0           | 1                     | 0                     | 1                     | -          | -          | -          | -                              | -                              | -                              | -                              | -                   | -                   | -                   | -                   | 25    | 0     | 1     |
| 2024-2025             | Macarthur FC          | A-League              | 9           | 0           | 0           | -                     | -                     | -                     | -          | -          | -          | -                              | -                              | -                              | -                              | -                   | -                   | -                   | -                   | 9     | 0     | 0     |
| 2024-2025             | Manisa FK             | 1. Lig                | 16          | 0           | 1           | -                     | -                     | -                     | -          | -          | -          | -                              | -                              | -                              | -                              | -                   | -                   | -                   | -                   | 16    | 0     | 1     |
| Total sur la carrière | Total sur la carrière | Total sur la carrière | 253         | 9           | 3           | 19                    | 3                     | 3                     | 1          | 0          | 0          | -                              | 21                             | 0                              | 0                              | -                   | 47                  | 2                   | 1                   | 341   | 14    | 7     |

## Palmarès

### En club
|  |  | Standard de Liège - Championnat de Belgique : - Vice-champion : 2014. - Coupe de Belgique (1) : - Vainqueur : 2016. - Supercoupe de Belgique : - Finaliste : 2016. |